# Hervé Cove
Die Hervé Cove (französisch Anse Hervé) ist eine Bucht an der Südküste von King George Island im Archipel der Südlichen Shetlandinseln. Sie liegt 3 km südwestlich des Point Thomas an der Südseite des Ezcurra-Fjords in der Admiralty Bay.
Teilnehmer der Fünften Französischen Antarktisexpedition (1908–1910) unter der Leitung des Polarforschers Jean-Baptiste Charcot kartierten sie. Charcot benannte sie nach einem der Matrosen seines Forschungsschiffs Pourquoi-Pas ?. Wissenschaftler der britischen Discovery Investigations übertrugen die französische Benennung im Jahr 1929 ins Englische.